# In the Wake of Poseidon
In the Wake of Poseidon är ett musikalbum av King Crimson lanserat i maj 1970 på Atlantic Records. Det var gruppens andra studioalbum. Till skillnad från gruppens första album har mellotronen en mer framträdande roll här. Men kasten mellan lugn musik och kaotisk, enligt vissa kakofoni, kvarstår från In the Court of the Crimson King. Detta kan man särskilt lägga märke till i albumets längsta komposition "The Devil's Triangle". Spåret "Cat Food" släpptes som singel från albumet. 
När albumet släpptes hade redan originaluppsättningen av King Crimson splittrats. Multiinstrumentalisten Ian McDonald och trummisen Michael Giles hade lämnat gruppen, Giles kom dock tillbaka och spelade trummor endast för just det här albumet innan han lämnade gruppen igen. När albumet var färdiginspelat lämnade även Greg Lake gruppen för att bilda Emerson, Lake & Palmer. Albumet var det första av tre där pianisten Keith Tippett medverkar. Han blev dock aldrig fullvärdig medlem i gruppen, utan föredrog att endast medverka vid sidan av på deras studioinspelningar.
Omslagsbilden med 12 olika ansikten som representerar arketyper kallas för The 12 Faces of Human Kind och målades av Tammo De Jongh 1967.

## Låtar på albumet
(upphovsman inom parentes)
1. "Peace/A Beginning"  (Fripp/Sinfield) - :50
2. "Pictures of a City"  (Fripp/Sinfield) - 8:01
3. "Cadence and Cascade"  (Fripp/Sinfield) - 4:37
4. "In the Wake of Poseidon - Including Libra's Theme"  (Fripp/Sinfield) - 7:56
5. "Peace - A Theme"  (Fripp) - 1:15
6. "Cat Food"  (Fripp/McDonald/Sinfield) - 4:55
7. "The Devil's Triangle"  (Fripp) - 11:34
8. "Peace/An End"  (Fripp/Sinfield) - 1:52

## Listplaceringar
- Billboard 200, USA: #31[2]
- UK Albums Chart, Storbritannien: #4[3]
- RPM, Kanada: #28[4]